# Messali El Hadj 021
Le Messali el Hadj (021), en arabe مصالي الحاج), est l'un des quatre sous-marins de classe Kilo des forces navales algériennes de conception soviétique,. il a été lancé en 2007.

## Armement
- Missile 1 x 8 Igla-1 SAM (8 9M313)
- 18 Torpille 533 TT
- 24 Mines
- 4  Missiles de croisière Kalibr Club-S 3M-14E d'une portée de 300km pour des frappes terrestres ou anti-navires

## Équipement électronique
- Radar  MRK-50 Kaskad
- Suite de sondeurs MGK-400 Rubikon
- Sonar MG-519 Arfa,
- MG-512 Vint
- MG-53
- MG-553 Shkert
- ECM MRP-25
- MVU-110EM Uzel CCS

## Port d'attache
Le sous-marin est stationné à la base navale de Mers El-Kébir.